# Anna Paulsdotter
Anna Paulsdotter, död den 9 oktober 1500, var en svensk nunna. Hon var abbedissa i Vadstena kloster från 1486 till 1496.

## Biografi
Anna Paulsdotter inträdde i klostret år 1456. Hon var priorinna, föreståndare för nunnornas del av kloster, från 1473 till 1486, valdes 1486 till abbedissa i ett konfliktfritt val och invigdes till ämbetet av biskop Henrik i Linköping. I juni 1487 sände hon prästmunkarna Klemens Petrusson den äldre och broder Johannes Matteusson till kurian i Rom för att ansöka om en kanonisation av Katarina av Vadstena. I september brann Vadstena stad utom klostret, vilket man framställde som heliga Birgittas och jungfru Marias förtjänst, som enligt en man ska ha slagits mot lågorna i vita kläder. 1488 mottogs de två munkarna som sänts till Rom hem i en högtidlig procession av hela staden, och i juli skedde en högtidlig skrinläggning av Katarina av Vadstena, där skrinet bars av Sten Sture den äldre. Åren 1491–1493 lät hon trycka den första fullständiga utgåvan på latin av Birgittas Himmelska uppenbarelser i Lübeck av Bartholomæus Gothan, och år 1495 inrättade hon Sveriges första tryckeri i klostret; det brann dock senare samma år. Hon avsade sig ämbetet av ålderdomskäl 14 maj 1496.       